# Terminale GNL Adriatico
Il Terminale GNL Adriatico (noto in precedenza anche come Isola di Porto Levante) è un'isola artificiale che funziona da rigassificatore di GNL, collocata circa 15 km al largo di Porto Levante, frazione di Porto Viro, in provincia di Rovigo.
La società che opera sul terminal è Terminale GNL Adriatico, o Adriatic LNG, una joint venture al 70% da ExxonMobil, al 23% da Qatar Petroleum e al 7% da Snam. Entro la fine del 2024 la quota di Snam sale al 30%.
Il rigassificatore ha una capacità di produzione tecnica di 9.6 miliardi di metri cubi all'anno, ed una capacità massima di stoccaggio di 250.000 metri cubi di GNL (2 serbatoi da 125.000 metri cubi l'uno) ogni settimana, per una vita prevista dell'impianto di 25 anni, ed è munito di 4 bracci di carico (tre per il liquido, uno per i vapori di ritorno) per prelevare il gas naturale liquefatto dalle metaniere.

## Realizzazione
L'isola artificiale è stata costruita ai cantieri Acciona de La Línea de la Concepción, in Andalusia (Spagna), ed è una struttura in cemento armato, in grado di galleggiare, dalla forma di parallelepipedo di 88 per 180 metri, alta 47 metri. Progettazione e realizzazione sono state eseguite a cura di Aker Kværner. È il primo terminale di rigassificazione del metano liquido offshore, realizzato con tecnologia GBS (Gravity Based Structure), cioè non galleggiante o poggiante su piloni, ma direttamente adagiato sul fondo marino. Una volta rimorchiata fino alla destinazione definitiva, la struttura è stata zavorrata con 350.000 metri cubi di sabbia fino a farla poggiare sul fondale profondo 30 m, in modo che emerga per 17 m; successivamente, pietrisco proveniente dalla Croazia è stato posato attorno alla base dell'intera struttura, per proteggerla contro l'erosione del fondale.

## Gasdotto di collegamento
Il gasdotto di collegamento giunge a riva nei pressi di Porto Levante ed attraversa il Delta del Po fino a Cavarzere (provincia di Venezia), dove è stata realizzata una stazione dedicata di misurazione del gas (quantità e qualità). Da qui il gasdotto prosegue fino a Minerbio (provincia di Bologna), dove si innesta nella rete nazionale di distribuzione del gas.

## Cronologia
- 1997 – Studio di fattibilità di Edison
- 2005 – ExxonMobil e Qatar Petroleum entrano nel progetto
- 25 agosto 2008 – Inizio del viaggio di trasferimento dall'Andalusia fino al largo di Porto Levante.
- 15 settembre 2008 – Arrivo del terminal nel punto in cui è installato. Le operazioni di ballasting (zavorraggio) e posizionamento degli inerti di protezione attorno al terminal e ai mooring dolphins (le strutture di attracco delle navi metaniere), iniziate a partire da questa data, hanno avuto durata di circa tre mesi.
- maggio 2009 – Completata con successo la fase cosiddetta di "back flow", vale a dire il riempimento della conduttura da Cavarzere fino al terminal con gas metano.
- 6 settembre 2009 – Prima immissione in rete di gas importato.